# Au revoir là-haut (Film)
Au revoir là-haut (deutsch Auf Wiedersehen da oben) ist eine satirische Filmkomödie des französischen Regisseurs Albert Dupontel aus dem Jahr 2017.
Der Film beruht auf dem gleichnamigen Roman von Pierre Lemaitre, der 2013 mit dem Prix Goncourt ausgezeichnet wurde und dessen Titel man aber ins Deutsche als „Wir sehen uns dort oben“ übersetzt hat. In dem Film geht es um die Geschichte eines jungen Mannes, der während des Ersten Weltkriegs im Gesicht verunstaltet wird, der sich für tot erklären lässt, damit er seine Familie nicht wiedersehen muss, und dann ein neues, fantastisches Leben im Pariser Künstlermilieu beginnt.

## Handlung
Der Film beginnt mit einer langen Rückblende, als Albert Maillard 1920 in Marokko inhaftiert und von einem französischen Gendarm verhört wird. Maillard berichtet von seinen letzten Tagen als Soldat im November 1918, als er und sein Kamerad Édouard Péricourt von ihrem skrupellosen Kommandanten Pradelle in einen sinnlosen Angriff auf die Deutschen gezwungen wurden. Beide überleben zwar den Angriff, Pericourt aber wird schwer verletzt, ein Teil seines Gesichts wird weggerissen. Edouard, der lieber tot sein will, als in diesem Zustand zu überleben, tauscht seine Erkennungsmarke mit der eines toten Soldaten und übernimmt damit dessen Identität. Am nächsten Tag wird der Waffenstillstand ausgerufen.
Edouard, der physisch und psychisch schwer angeschlagen ist, wird in ein Lazarett eingeliefert und von Albert betreut. Seine Schmerzen kann er nur unter Morphium ertragen. Sprechen kann er nicht mehr.
Edourd will auf keinen Fall in sein reiches Zuhause zurückkehren und wieder auf seinen autoritären Vater, den „Präsidenten“, treffen, der ihn schon als Kind abgelehnt hat, und der keine Verständnis für die künstlerische Begabung und die Verspieltheiten seines Sohnes aufbringt. Albert berichtet also in einem Brief an den Präsidenten, dass sein Sohn als tapferer Soldat auf dem Schlachtfeld gefallen ist. Daraufhin bittet ihn Edouards Schwester Madeleine, sie zu Edouards Grab zu bringen. Albert führt ihr auf einem Militärfriedhof das angebliche Grab ihres Bruders vor. Die dankbare junge Frau, lädt ihn daraufhin zu sich zum Essen ein, wo er dem Präsidenten von den Heldentaten seines Sohns berichtet. Bei seinen Besuchen im Haus verliebt er sich in das Dienstmädchen Pauline. Er trifft dort auch Pradelle wieder, der jetzt mit Madeleine verheiratet ist. Pradelle ist inzwischen zu Reichtum gekommen, indem er ein Schwindelunternehmen mit den Gräbern Gefallener aufgezogen hat, und die Hinterbliebenen ausnimmt.
Albert lebt inzwischen mit Edouard in einem heruntergekommenen Haus, zeichnet und malt Bilder und fängt an, Masken zu modellieren, hinter denen er sein Gesicht verbergen kann. Das Mädchen Louise, eine Waise, die unter der nachlässigen Aufsicht einer Nachbarin heranwächst, gesellt sich zu den beiden Männern. Sie hat keine Berührungsängste vor dem entstellten Mann und ist die einzige, die Edouards Gestammel versteht. Sie dient ihm als Übersetzerin. Von seinen Masken ist sie fasziniert.
Um seinen Sohn und die im Krieg gefallenen Soldaten zu ehren, schreibt Edouards Vater einen Wettbewerb für ein Kriegerdenkmal aus. Edouard beteiligt sich mit seinen Entwürfen. Ihm kommt dabei die Idee, wie man hier ein schnelles Geld machen kann und zieht ein Schwindelunternehmen auf. Als der Schwindel auffliegt, beauftragt Péricourt seinen Schwiegersohn, den Schuldigen zu finden. Die Spur führt in das Luxus-Hotel Lutetia, wo Albert, Edouard und Louise in großem Stil residieren und ihre Flucht mit dem erschwindelten Geld vorbereiten. Als Albert sich durch Pradelle entlarvt sieht, folgt er ihm, stellt ihn auf einem der Friedhöfe zur Rede und zieht die Pistole. Als Pradelle zurückweicht, stolpert er, fällt in ein offenes Grab und wird von dem lockeren Aushub bei lebendigem Leib verschüttet.
Der Präsident hat inzwischen eine Signatur seines Sohnes auf einer der Zeichnungen entdeckt. Er fährt zum Hotel, wo die Betrüger wohnen. Obwohl Edouard seine spektakuläre Vogelmaske trägt, erkennt ihn der Vater, nimmt ihn in die Arme und bittet ihn um Verzeihung. In diesem Moment breitet Edouard die Arme aus und stürzt sich vom Balkon.
Albert gelingt die Flucht nach Marokko, wo er verhaftet wird und dem Gendarm seine Geschichte erzählt. Auch der Gendarm war einer derjenigen, die von Pradelle betrogen wurden. Er verlässt das Verhörzimmer, lässt die Tür offen und gibt Albert so die Gelegenheit zur Flucht.

## Produktion und Veröffentlichung
Der Film wurde in Zusammenarbeit von Gaumont und France 2 Cinéma produziert, das Budget betrug 19 Millionen Euro. Die Drehzeit dauerte vom 8. März bis zum 27. Mai 2016.
Die Vorpremiere des Films fand am 27. Juli 2017 auf dem Filmfest in Saint-Lô statt, er war Eröffnungsfilm des Festival du film francophone d’Angoulême 2017 und kam am 25. Oktober 2017 in die französischen Kinos. Der Film wurde außer in Frankreich in neun europäischen Ländern sowie in Australien, den USA, Russland, China, den Vereinigten Staaten und Südkorea gezeigt. In der Deutschschweiz erschien er am 7. Juni 2018 in den Kinos. In Deutschland war er bisher weder im Kino noch im Fernsehen zu sehen.
2018 produzierte Gaumont eine DVD mit einem Kommentar von Albert Dupontel und umfangreichem Making-of-Bonusmaterial.

### Drehbuch
Das Drehbuch entstand in enger Zusammenarbeit zwischen Dupontel und Lemâitre, die über einen Zeitraum von über zwei Jahren aus einem 600 Seiten starken Roman ein Drehbuch entwickelten, von dem schließlich insgesamt 13 Fassungen existierten. Auf der Grundlage der letzten Fassung zeichnete Dupontel ein detailliertes Storyboard. Der Film hält sich zwar in großen Zügen an den Roman, weicht aber an verschiedenen Stellen, vor allem, was den Ausgang der Geschichte betrifft, von der Romanvorlage ab. An all diesen Modifikationen war Lemaître von Anfang an beteiligt.

### Drehorte
Drehorte waren u. a. das Val-d’Oise und das Val-de-Marne, die Filmstudios in Bry-sur-Marne und die Champs Elysées in Paris, auf der aber nur einige wenige Szenen gedreht wurden.
Die Massenszenen mit dem Soldaten, die zur Front eingezogen werden, wurden auf dem Bahnhof Versailles-Matelots in Versailles gedreht.
Als Wohnsitz der Péricourt diente ein Palais am Rond-point des Champs-Elysées, die Innenaufnahmen fanden im Château de Chambly statt.

### Ausstattung
Für Ausstattung und Szenenbild verantwortlich waren Lilith Bekmezian und Gilles Iscan, Mimi Lempicka für die Kostüme und für das Produktionsdesign Pierre Queffelean, der ebenso wie Lempicka mit einem César ausgezeichnet wurde.
Die Masken schuf Cécile Kretschmar, die üblicherweise in ihrem Pariser Atelier Perücken, Masken und Prothesen für internationale Opernproduktionen herstellt. Der Kontakt mit dem Regisseur wurde von der Kostümbildnerin Mimi Lempicka hergestellt, die Cécile Kretschmars Arbeiten für die Oper kannte. Für Kretschmar und Dupontel war diese Zusammenarbeit eine Premiere, Kretschmar hatte noch nie für einen Film gearbeitet, ebenso wie Dupontel zum ersten Mal Theatermasken in einem Film einsetzte. Ihr erstes Treffen fand 2015 in Paris statt. Dupontel, der keine Arbeiten Kretschmars kannte, der sich im Vorfeld aber schon intensiv mit Dada und Delaunay, Bühnenbildner u. a. für die Ballets Russes, beschäftigt hatte, hatte schon feste Vorstellungen über die Masken, obwohl das Drehbuch zu diesem Zeitpunkt noch im Entstehen war.
Die Fertigung der Masken, an der auch Kretschmars Tochter Celia beteiligt war, dauerte insgesamt 120 Arbeitstage. Aus der Hand Celia Kretschmars stammen die Pferdemaske und die Karikaturen der Kriegsgewinnler, Militärs und Industriellen, für die Karnevalsmasken als Vorbilder dienten. Cécile Kretschmar war während der zwanzig Tage des Drehs immer am Set anwesend, um eventuelle Schäden an den Masken zu reparieren.

### Fotografie und Visuelle Effekte
Vincent Mathias, Director of Photography, arbeitete mit einer Arri Alexa Mini, mit Canon K-35-Objektiven und mit Distagon T 1,3-Objektiven. Einzelne Szenen wurden mit Steadicam gefilmt. Bei der langen Eingangssequenz wurden über den Schlachtfeldern zwei unabhängig operierende Drohnen (Flying Camera) eingesetzt.
Die Szenen vor dem Moulin Rouge in Montmartre wurden auf dem Parkplatz der Studios von Bry-sur-Marne unter dem Einsatz von Greenscreen und Matte Painting gedreht, auch die Szenen im Inneren des Lokals wurden auf ähnliche Weise im Studio gedreht.
Zuständig für die Visuellen Effekte war Cedric Fayolle, der bereits an drei Filmen des Regisseurs beteiligt war und der hier außerdem als Secon Unit Director eingesetzt war.

### Musik
Die originale Filmmusik komponierte Christophe Julien. Das Lied „Il m’a vue nue“ singt Mistinguett. Weitere Stücke sind von Rachel Portman („I won’t ruin him“, „I was blackmailed“), Debbie Wiseman („Bucket of the Detective“, „What the Eyes Doesn’t See“) sowie von Nino Rota, Ennio Morricone und
Fletcher Henderson and his Orchestra.

## Auszeichnungen
Der Film wurde 2017 bei insgesamt 13 Nominierungen mit fünf Césars ausgezeichnet. Auf dem Festival Cinémania in Montreal erhielt er den Publikumspreis.

## Kritik
Der Film erreichte bei Rotten Tomatoes eine Positiv-Quote von 93 % auf der Grundlage von 15 Filmkritiken.
Georges Wyrsch vom SRF bemerkt, man könne den Film keinem Genre zuordnen. Er beginne als verstörend brutales Kriegsepos, sei streckenweise ein Familiendrama über das zutiefst gestörte Verhältnis zwischen einem Sohn zu seinem autoritären Vater. Man könne dem Regisseur zwar vorwerfen, sein knalliger, bisweilen fast cartoonhafter Regiestil passe nicht unbedingt zur dargestellten Epoche. „Doch nichts von alledem spielt eine Rolle. „Au revoir là-haut“ ist kurzweiliges, packendes, mitreissendes Kino – mit einer elegant bewegten Kamera, mit einem wunderschönen Soundtrack, mit viel Nachkriegszeit-Paris-Lokalkolorit, mit einem herrlichen Bilderbuch-Bösewicht (Laurent Lafitte) und einem schier unendlichen Arsenal an Gesichtsmasken auf dem Kopf der Hauptfigur. [. . .] Das alles ist zwar nicht sehr subtil, aber es ist charmant, poetisch, verträumt, witzig und hat Biss bis ins Knochenmark.“
Patrick Straumann von der NZZ schreibt, Dupontel habe sich in seiner weitgehend werktreuen Adaptation jedoch auch der zeitlichen Distanz zu bedienen gewusst, welche die Gegenwart vom historischen Rahmen trennt: „Auf die apokalyptische Darstellung der letzten Kriegstage folgt eine Schilderung der Nachkriegsjahre, die das Melodrama mit einer souveränen Gestik in die Komödie überführt. Die Wendigkeit der Regie erzeugt einen beachtenswerten Reichtum an Zwischentönen – in den besten Momenten spiegeln sich die Stimmungsschwankungen auch in den Arabesken der Kamera, die dem energiegeladenen Drama seine zahlreichen Taktwechsel verleihen.“